# Ferrocarriles Nacionales de México
Ferrocarriles Nacionales de México foi uma companhia estatal ferroviária do México criada em 1908 com objetivo de unir ferrovias e incentivar investimentos no país, conhecida pelas siglas N de M e posteriormente a partir de 1987 como Ferronales ou simplesmente FNM. A ferrovia ligava a Cidade do México a Ciudad de Juarez, Nuevo Laredo e Matamoros já perto da fronteira com os Estados Unidos. em 1937 o presidente Lázaro Cárdenas decretou a nacionalização da empresa. Em 1997 o presidente Carlos Salinas concedeu concessões da linha noroeste e parte de linhas do centro do pais ,em 2005 essas linhas tiverem alteração no seu nome para Kansas City Southern de México S.A. de C.V. (KCSM) . Sua privatização começou em 1995, Ernesto Zedillo foi o responsável por decretar a privatização total da FNM, finalizando suas atividades em 1999. No entanto, em 2001, uma publicação no Diário Oficial do México (DOF) informou que a empresa permaneceria legalmente ativa sob o nome de Ferrocarriles Nacionales de México en Liquidación , e desde então surgiram novas companhias ferroviárias no México:
- Kansas City Southern de México, antes TFM (Transportación Ferroviaria Mexicana).
- Ferrocarril Mexicano.
- Ferrocarril del Sureste.
- Ferrocarril y Terminal del Valle de México.

Em 2006, as últimas partes da companhia entraram num processo de liquidação.